# (546073) 2011 YL74
(546073) 2011 YL74 ist ein Asteroid des inneren Hauptgürtels, der am 29. November 2011 im Rahmen des Mount Lemmon Survey am Mount-Lemmon-Observatorium ungefähr 17 Kilometer nordöstlich von Tucson in Arizona/Vereinigte Staaten (IAU-Code G96) entdeckt wurde.